# خورشیدگرفتگی ۲۳ دسامبر ۱۹۰۸
خورشیدگرفتگی ۲۳ دسامبر ۱۹۰۸ (به انگلیسی: Solar eclipse of December 23, 1908) یک خورشیدگرفتگی از نوع خورشیدگرفتگی دوگانه است. این خورشیدگرفتگی در تاریخ ۲۳ دسامبر ۱۹۰۸ میلادی (‎۲ دی ۱۲۸۷ خورشیدی) روی داد که زمان اوج آن، ساعت ۱۱:۴۴:۲۸ به‌وقت ساعت هماهنگ جهانی بوده‌استو مدت زمان این خورشیدگرفتگی ۰ دقیقه و ۱۲ ثانیه بود.